# For the First Time in Forever
"For the First Time in Forever" é uma música presente no filme de 2013 Frozen da Disney, com música e letras compostas por Kristen Anderson-Lopez e Robert Lopez. É reprisada mais tarde no musical. Ambas as versões são cantadas pelas princesas Anna (Kristen Bell) e Elsa (Idina Menzel).

## Produção
A música foi composta em junho de 2013, cinco meses antes da estreia do filme em 27 de novembro de 2013.
A versão original da canção continha o trecho: "Eu espero não vomitar na cara dele", que foi recusado pela Disney. Assim, a filha de Lopezes, Katie, sugeriu outro trecho, que acabou sendo utilizado no filme: "Eu quero um pouco de chocolate na minha cara".
Quanto a reprise, originalmente havia uma canção de confronto na cena em que Elsa atinge Anna com seus poderes, intitulada "Life's Too Short" (que falava que a vida é muito curta para desperdiçá-la com alguém que não te entende), que seria mais tarde reprisada, quando as irmãs percebem que a vida é muita curta para viverem sozinhas. Porém, como os personagens evoluem ao decorrer do filme (especificamente Elsa, que foi transformada de uma vilã a uma heroína), a música foi considerada vingativa e substituída por "For the First Time in Forever".
A reprise foi escrita por Anderson-Lopez em apenas 20 minutos, enquanto Lopez estava em Los Angeles finalizando a letra da música "Do You Want to Build a Snowman?".

## Sinopse
Na primeira versão, a canção mostra a ingênua Anna feliz e otimista se preparando para a coroação de Elsa. Durante o terceiro verso, Elsa canta uma melodia contraponto (ao som de "Let It Go") que expressa o medo de revelar acidentalmente os seus poderes de gelo. Elsa ordena que os guardas abram as portões e Anna alegremente caminha por uma calçada na cidade. A canção termina com Anna trombando com o cavalo de Hans.
Na reprise, Anna chega ao palácio de gelo de Elsa e tentar levá-la para descongelar o reino, depois que ela provocou um inverno eterno. Ela também quer que Elsa volte a ser sua irmã. No entanto, Elsa recusa a proposta, pois não sabe sabe controlar seus poderes e que está melhor sozinha, onde não pode ferir ninguém. Anna tenta argumentar com sua irmã e isso faz com que o medo de Elsa se intensifique, fazendo com que Anna seja coberta por uma tempestade de gelo, como uma manifestação física de suas emoções, e suas palavras sejam bloqueadas. Em um ponto, Elsa vira as costas para a irmã, que é parada por "dois tiros" de gelo do oeste, uma técnica de bloqueio comum em novelas americanas. Finalmente, paranoica e perdida, Elsa solta um grito e acidentalmente atinge Anna no coração com partículas de gelo, que podem congelá-la e, consequentemente, matá-la.

## Críticas

### Original
NeonTommy descreveu a música como "uma clássica canção “I Want” (como "Part of Your World" ou "When Will My Life Begin?"), com uma pintada de autoconsciência" e disse que "essa música dá uma nova paginada na família... Lopez e Anderson-Lopez mantiveram a melodia doce e a entrega charmosa e brilhante de Kristen Bell a letra é cativante". GeeksOfDoom disse: "Quem poderia imaginar que Kristen Bell e Idina Menzel fariam um bom dueto? Bell acrescenta humor com seu espírito agitado e letras divertidas, enquanto Menzel empresta sua voz da Broadway. Você percebe que a música tem um significado ainda maior ao decorrer da história, pois ao invés de parar o filme completamente, ela passa a representar perfeitamente o passado. “First Time” transmite a esperança e libertação de Anna, contrastando com Elsa, que tem mente fechada e está com medo". Em uma crítica negativa, SputnikMusic disse: "“For the First Time in Forever”, com letras antigas, como “Não sei se estou eufórica ou com gases / Mas estou em algum lugar nessa zona” e as decisões de desempenhos pobres, como uma pausa antes de Elsa dizer “Abra os portões” e a performance sem sentido de Anna logo em seguida, representa um lado de decadência." The Hollywood Reporter descreveu a música como um "grande número" e a "peça central de canções originais". StitchKingdom disse: "Na canção “I Want”, a composição e as letras se alimentam da energia frenética e ansiosa de Anna e constrangimento, um exemplo clássico de mistura sofisticação com bobagem." Rochester City Newspaper escreveu: "“For the First Time in Forever” surge de uma melodia bastante comum, mas compensa isso de forma inteligente, com versos cativantes, letras divertidas (“Não sei se estou eufórica ou com gases / Mas estou em algum lugar nessa zona”) e pela grande atuação de Kristen Bell."

### Reprise
NeonTommy escreveu "Essa música tem uma equilíbrio entre frases poderosas e longas e brincadeiras com o canto, e isso é um grande exemplo de dinâmica entre Anna e Elsa. É também a primeira vez que ouvimos Anna e Elsa cantarem como iguais (a versão anterior desta canção é mais baseada em Anna do que em Elsa), por isso é muito divertido ouvir essa batalha cantada entre as irmãs". GeeksOfDoom escreveu: "A repetição da canção das irmãs mostra o quanto Elsa mudou, diferente de Anna, que ainda vê o potencial do relacionamento entre elas. A música incorpora polifonia e isso intensifica as emoções das duas. Embora não seja um acréscimo substancial - a cena poderia ser exibida sem música e continuar boa - ela ainda é divertida." StitchKingdom escreveu: "As palavras e a melodia são a única coisa que essa música tem em comum com a anterior. O apelo desesperado de Anna para Elsa, essa música também contém os arranjos mais complexos da trilha sonora, dando um efeito de assombração e profissional, que raramente é visto no palco e muito menos em filmes para família."

## Outras línguas
Muitas outras versões em outras línguas também foram bem sucedidas. A versão japonesa, chamada "Umarete Hajimete" (生まれてはじめて), foi cantada por Takako Matsu e Sayaka Kanda, que interpretam Elsa e Anna, respectivamente. Ela apareceu no Billboard Japan Hot 100 entre abril e junho de 2014, alcançando a 19ª posição, e se tornou popular o suficiente para receber um certificado de platina por 250,000 downloads digitais pela RIAJ em setembro de 2014. A versão coreana, cantada por Park Ji-yoon e Park Hye-na, alcançou a 129ª posição na Gaon Singles Chart com 14,000 downloads, enquanto a versão reprise alcançou a 192ª posição com 8,000 downloads.

## Paradas musicais
| Parada (2013–14)                         | Melhor posição |
| ---------------------------------------- | -------------- |
| Austrália (ARIA)                         | 62             |
| Canadá (Canadian Hot 100)                | 70             |
| Irlanda (IRMA)                           | 54             |
| Japão (Billboard Japan Hot 100)          | 14             |
| Escócia (Scottish Singles Chart)         | 37             |
| Coreia do Sul (Gaon International Chart) | 4              |
| Coreia do Sul (Gaon Chart)               | 19             |
| Reino Unido (UK Singles Chart)           | 38             |
| Estados Unidos (Billboard Hot 100)       | 57             |

| País           | Associação | Certificação | Vendas   |
| -------------- | ---------- | ------------ | -------- |
| Estados Unidos | RIAA       | Ouro         | 500,000^ |
| Austrália      | ARIA       | Ouro         | 35,000^  |

## Performances
Kristen Bell e Idina Menzel apresentaram as duas músicas no Vibrato Grill Jazz Club em Los Angeles para celebrar o filme.